# 六角氏綱
六角 氏綱（ろっかく うじつな）、もしくは佐々木氏綱は、戦国時代の武将・守護大名。近江国守護。南近江の戦国大名。六角氏13代当主。

## 生涯
明応元年（1492年）、六角高頼の嫡男として誕生。幼名は亀王丸。正室は足利政知娘。
永正2年（1505年）、室町幕府11代将軍・足利義澄の参内に随従し御所唐門の警備を担当する。北近江の京極氏の内紛に際しては京極材宗を支援し、その勢力を削いだ。
永正3年（1506年）、父の隠居により家督を継ぐ。同年、管領・細川政元の養子・澄之と澄元が争い始めると軍を率いて上洛、永正4年（1507年）まで在京したが、同年に政元が暗殺される（永正の錯乱）と帰国、大内義興に擁立された足利義稙が帰洛して将軍に再任されると永正8年（1511年）義稙に助行の太刀と栗毛の馬・銭三千疋を献上して忠誠を誓っている。以後六角氏は一貫して義稙系の足利将軍に忠誠を誓うことになる。一方で近江に所領を持つ奉公衆（佐々木一族が多かった）を家臣化するなど、自家の勢力の拡大も図っている。この頃の絵図では「佐々木氏綱・定頼」と書かれている。
内政においては応仁の乱以降の戦乱で主戦場となった近江の復興に努め、先祖六角氏頼の開基である近江永源寺の修理料を寄進、段銭賦課の禁止など保護して再興させている（『永源寺文書』）。永正13年（1516年）頃から京における戦いで受けた戦傷のため病床にあり、相国寺僧であった弟の吉侍者（後の六角定頼）が僧籍のまま陣代として政務の一部を代行した。
氏綱の健康状態については、「生まれつき片足が短くて病弱」であったとする『足利季世記』の記述は根拠はなく信頼に足らないが、永正11年（1514年）以降、弟の承亀（定頼）が六角家中に文書を発給していることや、永正14年（1517年）8月の母親の七回忌を最後に記録から氏綱の姿が消えることから、長く患っていた可能性があるとの指摘がある。
永正15年（1518年）7月9日、父に先立って27歳で死去。六角氏の家督は吉侍者が還俗して定頼と改名して継いだが、子・義実が継ぎ、定頼は陣代となったとする説も一部にある。定頼は義実の出家後、近江守護・管領代に任ぜられており（『御内書案』『近江蒲生郡志』）、これを宗家当主就任と同一視した可能性があると佐々木哲ほかは主張しているが、氏綱から定頼への手継・譲状・置文などを託された池田三郎左衛門尉を労わる承亀（定頼）の書下（『池田文書』）の存在から氏綱が定頼を後継者として家督を譲ったのは明らかであるとの反論が出され、学術的には他に支持するものはいない。

## 子孫
氏綱の息子の一人は伊賀国守護であった仁木政長・高長の仁木氏の家督を継承し、義政を名乗った。この頃近江隣国の伊賀は六角氏の同盟国または影響下にあり、六角氏一族が支配していたと推測される。仁木氏は伊賀の守護を代々勤める家柄であり、最盛時には伊勢国ほか数ヶ国の守護を兼任した足利一族の名門であった。
義政は仁木氏を継ぐことで13代将軍・足利義輝の御相伴衆となり、義輝の没後はその弟・義昭（のち15代将軍）に近侍した。義輝から「輝」の字を与えられた義政の子・輝綱は、義輝と共に三好氏と戦い、父に先立ち討ち死にしたが、子孫は河端氏を名乗り、鳥取藩士となった。
義政及び輝綱は仁木の名字と同時に佐々木の名字を併用して使っているため、実質的には六角佐々木一門として行動していたようである。
これに対し、定頼の伝記を執筆した村井祐樹は大永4年の氏綱の七回忌も享禄3年の十三回忌も施主が定頼になっていることから、氏綱に息子がいなかった（そのために定頼が施主となった）のは明瞭であるとしている。